# Суходоли (Красницький повіт)
Суходоли (пол. Suchodoły) — село в Польщі, у гміні Госцерадув Красницького повіту Люблінського воєводства.
Населення — 417 осіб (2011).
У 1975-1998 роках село належало до Тарнобжезького воєводства.

## Демографія
Демографічна структура станом на 31 березня 2011 року:
|          | Загалом | Допрацездатний вік | Працездатний вік | Постпрацездатний вік |
| -------- | ------- | ------------------ | ---------------- | -------------------- |
| Чоловіки | 194     | 49                 | 125              | 20                   |
| Жінки    | 223     | 56                 | 117              | 50                   |
| Разом    | 417     | 105                | 242              | 70                   |